# Arthur Wichmann
Pour les articles homonymes, voir Wichmann.
Carl Ernst Arthur Wichmann (9 avril 1851, Hambourg - 28 novembre 1927, Hambourg) est un géologue et minéralogiste allemand. Il est professeur en géologie à l'Université d'Utrecht de 1879 à 1921, où il fonde l'institut géologique. Sa fille est la juriste et anarcho-socialiste Clara Wichmann, son fils l'artiste Erich Wichmann.

## Biographie
Arthur Wichmann passe sa jeunesse à Hambourg, où son père dirige un pensionnat. De 1871 à 1874, il étudie à l'Université de Leipzig, où il est l'élève de Ferdinand Zirkel, dont il obtient son intérêt pour la minéralogie. Après avoir passé quelques années comme assistant de Zirkel il devient professeur à l'Université d'Utrecht.
Jamais des recherches géologiques n'ont été réalisées à Utrecht avant, et Wichmann, à son arrivée, lance un institut géologique. Il doit commencer une collection géologique, raison pour laquelle il participe à des expéditions dans les colonies néerlandaises, en 1888-1889 aux Indes néerlandaises (Célèbes, Flores, Timor et Rotti) et en 1902-1903 en Nouvelle-Guinée. En tant que scientifique Wichmann est principalement intéressé par la minéralogie et la pétrologie. Après sa retraite en 1921, il retourne dans sa ville de naissance, Hambourg, où il meurt en 1927. Son successeur à Utrecht est LMR Rutten.

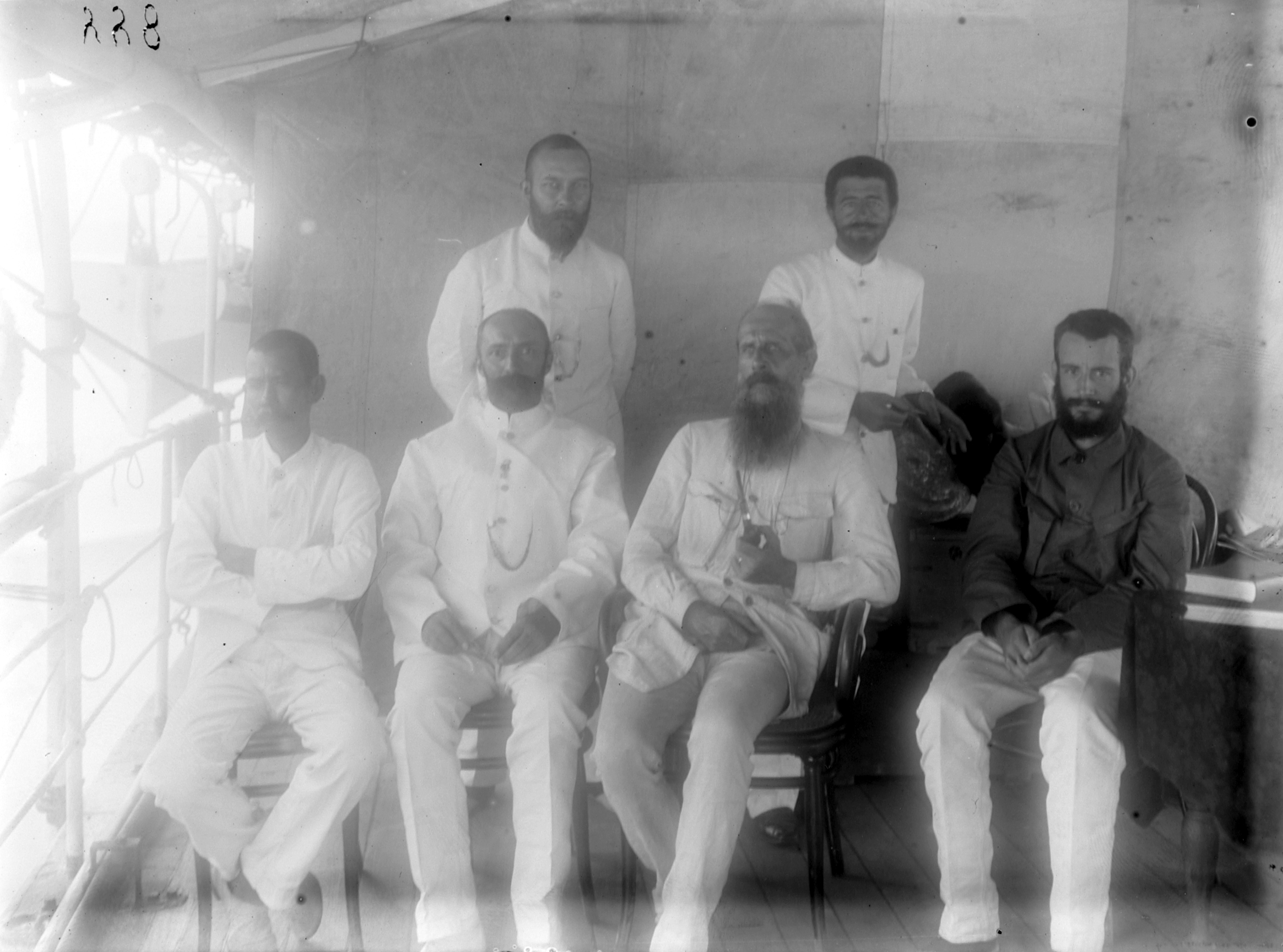